# Pierre d'Albret
Pierre d'Albret, également connu sous le nom de Pedro de Labrit de Navarre ou Pedro de Albret, né en 1504 et décédé en 1567, diplomate, écrivain et évêque de Comminges, « figure typique de la Renaissance », est le fils naturel du roi Jean III de Navarre. 

## Biographie
Né à Estella, près de Pampelune, en 1504, c'est un enfant naturel du roi de Navarre Jean III d'Albret et de Maria de Ganuza. Il est donc le demi-frère du futur Henri II de Navarre né un an avant lui. 
En 1512, la partie espagnole du royaume de Navarre (ou Haute-Navarre) est envahie par les troupes de Ferdinand II d'Aragon : les Albret ne règnent alors plus que sur la Basse-Navarre, malgré leurs tentatives pour reconquérir leur territoire.  

### Diplomate au service de la maison d'Albret
Pierre d'Albret rentre chez les bénédictins au monastère de Santa Maria la Real d'Irache et poursuit ses études de philosophie et de théologie. Il entre ensuite à la cour de l'empereur Charles Quint, qui résidait alors à Valladolid, à la fin des années 1530, comme représentant du royaume de Navarre auprès de l'empereur. Il met ses talents de diplomate au service des intérêts de la maison d'Albret, insistant inlassablement auprès des rois d'Espagne pour obtenir la restauration du royaume de Navarre.
À Valladolid, il s'installe dans la maison de María Flores de Lusa, dont il a un enfant naturel : Juan Basilio de Labrit y Navarra. À l'automne 1541, il participe avec le conquistador Hernan Cortés, qui réside alors à Valladolid, à l'expédition d'Alger menée par Charles Quint. Entre 1543 et 1546, il participe à l'académie cortésienne de Valladolid, un cercle intellectuel qui se réunit autour d'Hernán Cortés. Assidu à ces tertulias, il y fréquente de nombreuses personnalités liées tant au royaume de Navarre qu'à la Nouvelle-Espagne : le nonce Giovanni Poggio, l’archevêque de Cagliari Domenico Pastorello, le prédicateur Domingo del Pico, le précepteur de Philippe II Juan de Zúñiga, le vice-roi de Navarre Juan de Vega, le marquis de Falcès Antonio de Peralta (père du vice-roi de Nouvelle-Espagne Gaston de Peralta), Jean de Beaumont ou encore Francisco Cervantes de Salazar. 
En 1544, il séjourne à Rodez où il participe à l'école humaniste du cardinal Georges d'Armagnac, conseiller de la reine de Navarre. 
Charles Quint lui accorde le prieuré de la collégiale royale de Roncevaux en 1548 (ce qui lui sera contesté par Philippe II d'Espagne, au motif qu'il n'y réside pas et qu'un autre religieux, Antonio Manrique, y a déjà été nommé). Pierre d'Albret accompagne Charles Quint à Innsbruck et dans les Flandres en 1551-1554 puis, après la mort d'Henri II de Navarre en 1555, il poursuit son travail diplomatique à Rome pour le compte de sa nièce la reine Jeanne III de Navarre et de son mari Antoine de Bourbon.   
En décembre 1560, reçu en audience par le pape Pie IV, il obtient d'être reçu dans la salle de justice, c'est-à-dire avec le rang d'un ambassadeur royal, et prononce un discours brillant en latin, préparé avec l'aide de l'humaniste Marc Antoine Muret. Profitant de la circonstance pour réclamer la restitution de la Navarre, il provoque la colère de Philippe II d'Espagne à l'encontre de Pie IV.

### Évêque de Comminges (1561-1567)
À la mort du cardinal Carlo Carafa, évêque de Comminges dans le fief de la maison d'Albret, en mars 1561, Charles IX propose à Pie IV de le nommer évêque de Comminges, ce qui est fait dès le mois de mai. En raison des tensions avec l'Espagne, François de Pérusse des Cars lui succède comme ambassadeur du Royaume de Navarre auprès de la cour pontificale.  
Il participe au colloque de Poissy, puis à la troisième séance du Concile de Trente en 1562-1563. 
Son intransigeance en matière religieuse tend les relations avec le cardinal Odet de Coligny, qui se convertit au protestantisme en 1562, mais aussi avec Antoine de Bourbon, qui voudrait transmettre sa charge d'évêque à son fils naturel Charles de Bourbon, ainsi qu'avec Jeanne de Navarre, qui se convertit au protestantisme à Noël 1560. Menacé par les rois de Navarre, il se place sous la protection du roi d'Espagne.
Il meurt le 28 août 1567.  

## Œuvre
Pierre d'Albret écrit environ 200 Dialogues d'inspiration socratique dont plusieurs sont publiés en France ou en Espagne dans les années 1560, comme le Dialogue sur la différence entre parler et écrire, reprenant sans doute des thèmes des interventions de l'académie de Valladolid. On compte notamment : 
- Dialogues sur la préparation à la mort
- Dialogues sur l'éternité de l'âme
- Dialogues sur la différence entre parler et écrire
- Dialogue sur les hérésies en France
- Dialogues sur les niveaux de perfection que doit atteindre le courtisan ecclésiastique qui prétend être cardinal